# Bâtiment scolaire
 (juin 2023).

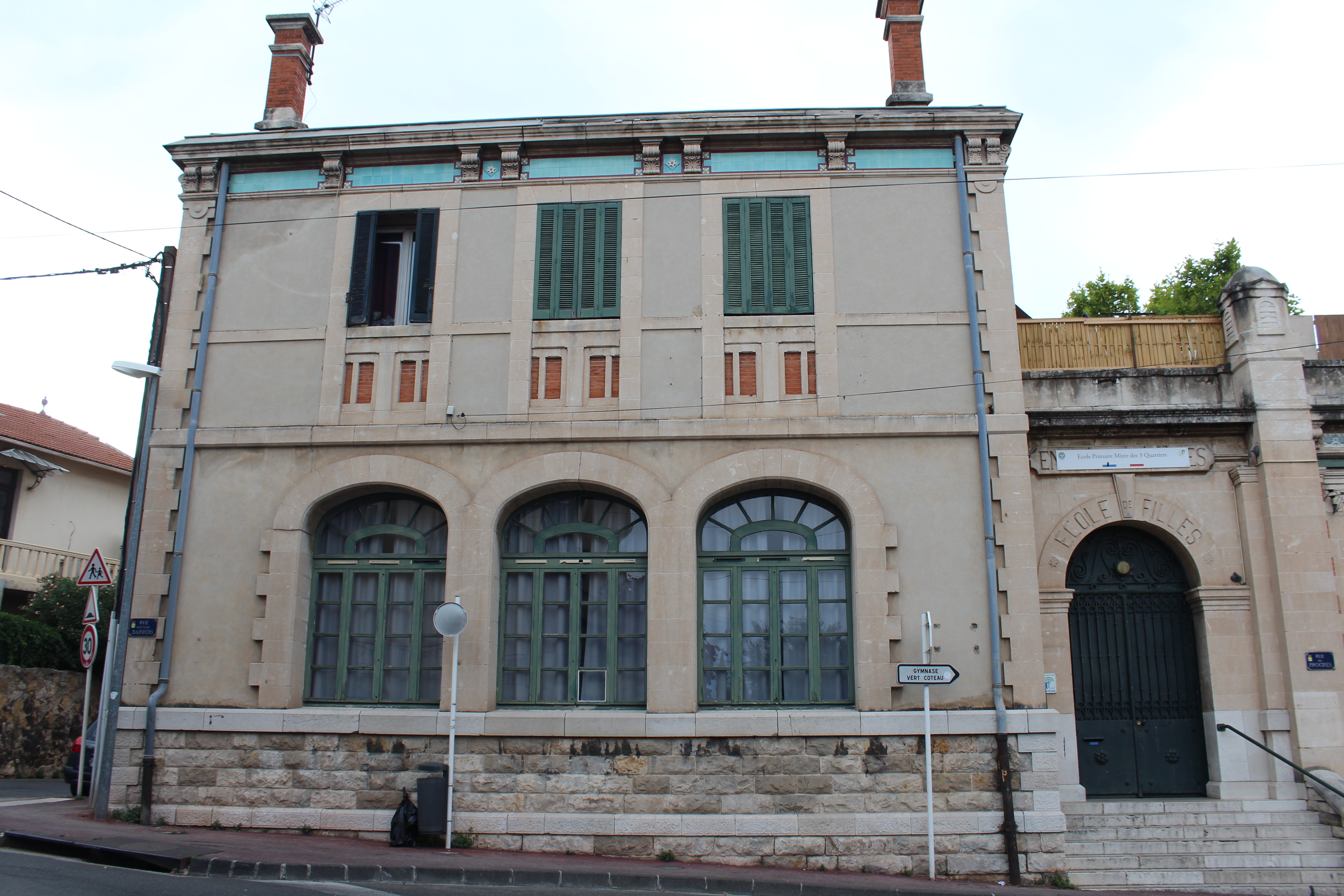
École élémentaire des Trois-Quartiers, à Toulon.

Un bâtiment scolaire est un bâtiment utilisé par une école. 
Historiquement et dans un sens plus étroit, cela désigne le bâtiment scolaire, c'est-à-dire un bâtiment unique qui abrite principalement les salles de classe. Dans un sens plus large et moderne, les bâtiments scolaires comprennent tous les autres bâtiments et pièces utilisés par une école, par exemple les gymnases, la cantine, les salles de pause et les bâtiments spécialisés. En plus des bâtiments scolaires, l'architecture des écoles comprend également des installations extérieures conçues à cet effet, telles que des terrains de sport et des aires de jeux. Les bâtiments scolaires sont entretenus par les autorités scolaires. Dans le cas des écoles publiques, il peut s'agir d'une municipalité ou d'un comté. Dans le cas des écoles privées, il s'agit d'une autorité privée ou ecclésiastique.